# Latvajärvi (sjö i Salla, Lappland)
Latvajärvi är en sjö i kommunen Salla i landskapet Lappland i Finland. Sjön ligger 229,8 meter över havet. Arean är 51 hektar och strandlinjen är 3,85 kilometer lång. Sjön  ingår i Kemi älvs huvudavrinningsområde.   Den ligger omkring 140 kilometer öster om Rovaniemi och omkring 760 kilometer norr om Helsingfors. 
I sjön finns ön Aatsinginsaari. 